# Virus Undead

Virus Undead est un film allemand en langue anglaise, réalisé par Wolf Wolff et sorti en 2008. 
Il a été commercialisé en DVD sous le titre Beast Within.

## Synopsis
Trois amis, Patrick, Eugen et Robert, se rendent dans une petite campagne allemande où le troisième vient régler la succession de son grand-père. 
Une mutation de virus semble se propager et ceux qui le contractent se transforment en zombies tueurs.

## Fiche technique
- Titre : Virus Undead
- Réalisation : Wolf Wolff et Ohmuthi
- Scénario : Wolf Jahnke
- Chef opérateur : Heiko Rahnenführer
- Montage : Robert Kummer
- Musique : Max Würden et Dominik Schultes
- Producteur : Jie Lin
- Production : Legendary Units
- Pays :  Allemagne
- Langue : anglais
- Durée : 95 min.

## Distribution
- Birthe Wolter : Marlene Vogt
- Alex Attimonelli : le zombie avec une faucille dans la tête
- Anna Breuer : Vanessa Lux
- Philipp Danne : Robert Hansen
- Marvin Gronen : Patrick Schubert
- Thomas Heubeck : Heber
- Jesse Inman : le gros
- Nikolas Jürgens : Eugen Friedrich
- Joost Siedhoff : Professeur Bergen
- Ski-King : Bollmann
- Axel Strothmann: Obermeister Lehmann
- Wolfgang Stegemann : un zombie

## Réception critique
Le film Virus Undead a globalement été jugé mauvais. IMDb trouve le scénario terne et les zombies peu convaincants, tandis qu’à l’occasion de la sortie en DVD, Rotten Tomatoes n’accorde à Beast Within que 14 % de popularité. Le rédacteur de Rotten Tomatoes y voit pourtant « un hommage affectueux aux Oiseaux d’Alfred Hitchcock ».